# Sinthusa ogatai
Sinthusa ogatai är en fjärilsart som beskrevs av Hayashi 1976. Sinthusa ogatai ingår i släktet Sinthusa och familjen juvelvingar. Inga underarter finns listade i Catalogue of Life.